# Astragalus tyttocarpus
Astragalus tyttocarpus är en ärtväxtart som beskrevs av Nikolai Fedorovich Gontscharow. Astragalus tyttocarpus ingår i släktet vedlar, och familjen ärtväxter. Inga underarter finns listade i Catalogue of Life.